# Provinz Ascoli Piceno
Die Provinz Ascoli Piceno (italienisch Provincia di Ascoli Piceno) ist eine italienische Provinz der Region Marken. Hauptstadt ist Ascoli Piceno. Sie hat etwa 200.897 Einwohner (Stand 31. Dezember 2023) in 33 Gemeinden auf einer Fläche von 1228 km².
Die Provinz grenzt im Norden an die Provinz Fermo, und im Nordwesten an die Provinz Macerata, durch die einzige kleine Gemeinde Castelsantangelo sul Nera, in der apenninischen Bergkette genannt Monti Sibillini, im Osten an die Adria, im Süden an die Abruzzen (Provinz Teramo) und Latium (Provinz Rieti) und im Südwesten an die Region Umbrien (Provinz Perugia).
Für ihre Verdienste im Partisanenkampf während des Zweiten Weltkriegs wurde die Provinz mit der Medaglia d’oro al valor militare ausgezeichnet.
Im Jahr 2004 wurde die neugeschaffene Provinz Fermo ausgegliedert, die mit den Wahlen zum Provinzrat 2009 voll funktionsfähig wurde.

## Größte Gemeinden
(Einwohnerzahlen Stand 31. Dezember 2023)
| Gemeinde                 | Einwohner |
| ------------------------ | --------- |
| San Benedetto del Tronto | 47.045    |
| Ascoli Piceno            | 45.448    |
| Grottammare              | 15.851    |
| Monteprandone            | 13.043    |
| Folignano                | 8746      |
| Castel di Lama           | 8431      |
| Spinetoli                | 7164      |
| Cupra Marittima          | 5388      |
| Offida                   | 4617      |
| Monsampolo del Tronto    | 4444      |

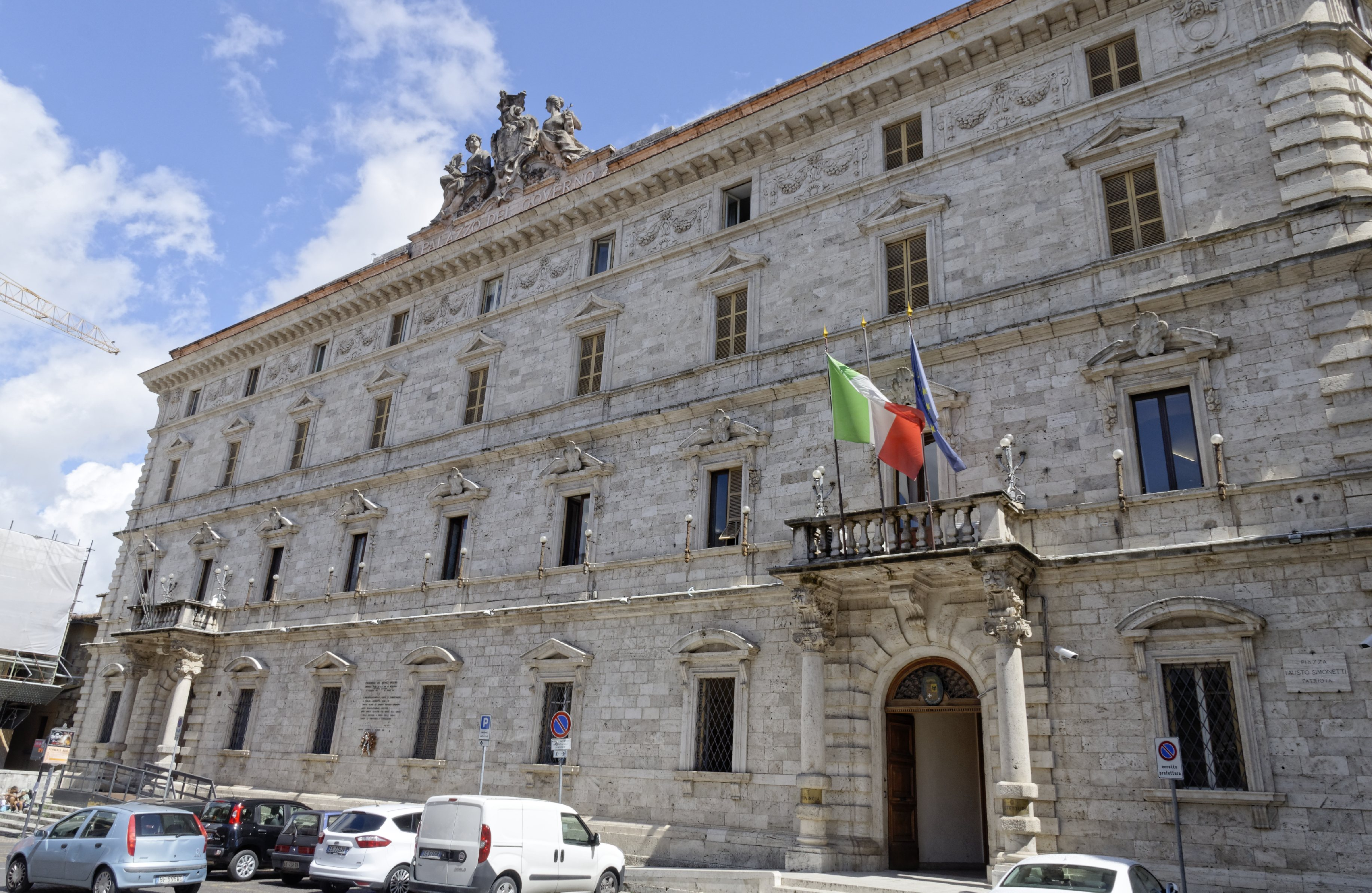
Ascoli Piceno, Palazzo del Governo, Regierungssitz der Provinz

Die Liste der Gemeinden in den Marken beinhaltet alle Gemeinden der Provinz mit Einwohnerzahlen.